# Carl-von-Ossietzky-Gymnasium (Berlin)
Das Carl-von-Ossietzky-Gymnasium ist ein Gymnasium im Berliner Ortsteil Pankow, das nach dem Publizisten Carl von Ossietzky benannt ist. Informationen zu anderen Schulen dieses Namens sind → hier zu finden.

## Geschichte

### Bauphase
Die überaus schnelle Entwicklung Pankows, das damals noch ein Vorort Berlins mit über 40.000 Einwohnern war, machte die Bereitstellung neuer Schulräume notwendig. Die Gemeindevertretung beschloss daher am 7. Juli 1908 den Bau einer höheren Mädchenschule, eines Lehrerinnenseminars nebst Übungsschule, sowie dreier Gemeindedoppelschulen nach den Entwürfen des Regierungsbaumeisters Carl Fenten. Welches nun auf dem bereits 1907 von der Gemeinde gekauften Grundstück an der Görschstraße 42/44 errichtet werden sollte.
Am 1. April 1909 wurde mit dem Bau eines kaiserlichen Lyzeums im Neorenaissance-Stil begonnen.
Unter der Leitung Fentens wirkten die Architekten Rudolf Klante und Eilert Franzen und die Bildhauer Hans Schmidt und Franz Pristel am Bau mit.

„Die Bebauung ist so erfolgt, dass der Zugang zur höheren Mädchenschule und zum Seminar sowie der damit verbundenen Übungsschule von der Görschstraße, der Zugang für die Mädchen der Gemeindeschulen von der Neuen Schönholzer Straße und für die Knaben der Gemeindeschulen von der Wollankstraße aus erfolgt. Durch diese Verteilung ist eine Überlastung des Straßenverkehrs bei Schulschluss ausgeschlossen.“

Am 1. April 1910 konnten nach nur einjähriger Bauzeit die ersten zehn Klassen der höheren Mädchenschule bereits ihren Einzug in das neue Haus halten, denen am 1. Oktober 1914 Gemeindeschulklassen folgten.
Am 5. November 1911 fanden die Einweihungsfeierlichkeiten der höheren Mädchenschule und des höheren Lehrerinnenseminars statt. Heute steht das Gebäude unter Denkmalschutz.

### Richard-Wagner-Lyzeum
Anfang der 1920er Jahre wurde die Schule in Richard-Wagner-Lyzeum umbenannt.

### Anna-Magdalena-Bach-Schule
1939 wurde die höhere Mädchenschule in Anna-Magdalena-Bach-Schule nach der zweiten Ehefrau von Johann Sebastian Bach umbenannt. 1943 wurde für Ausgebombte eine Sammelstelle eingerichtet. In den Kriegstagen 1944/1945 wurde die Turnhalle durch Bomben zerstört.
Die Aula der Schule wurde gern für Versammlung und Ausschüsse von SPD, FDJ, KPD und SED genutzt.
Als nach dem Zweiten Weltkrieg die Schüler der Knabenoberrealschule „Carl Peters“, Namensgeber war der Begründer der deutschen Kolonie Ostafrika, nach der Konfiszierung ihres Schulhauses (seit den 1920er Jahren: Reinhold-Burger-Schule) in der Neuen Schönholzer Straße 32 durch die Rote Armee in der Görschstraße Unterschlupf fanden, wurde aus diesem Provisorium eine feste Größe. Zunächst wurde im November 1946 der Name von Peters, durch Grausamkeiten gegen Schwarzafrikaner ohnehin schwer belastet, durch den des Pazifisten Carl von Ossietzky ersetzt. Schon bald übertrug sich dieser auch auf die Bildungseinrichtung der Mädchen. Bereits 1950/51 fusionierten die Mädchen- und die Jungenschule zur Ossietzky-Oberschule.

### Erweiterte Oberschule Carl-von-Ossietzky
Ab 1951 wurde der Name Erweiterte Oberschule (EOS) Carl-von-Ossietzky geführt.
1955 schuf die Bildhauerin Maria Schockel-Rostowskaja eine Porträtbüste Ossietzkys aus Bronze, die auf einem Sockel vor dem Gebäude aufgestellt wurde. Ein Zweitguss wurde 1977 im Treppenhaus aufgestellt. Beide wurden nach 1989 entwendet. Der Zweitguss wurde später sichergestellt und ist zur Zeit wohl eingelagert.
Ossietzky-Affäre

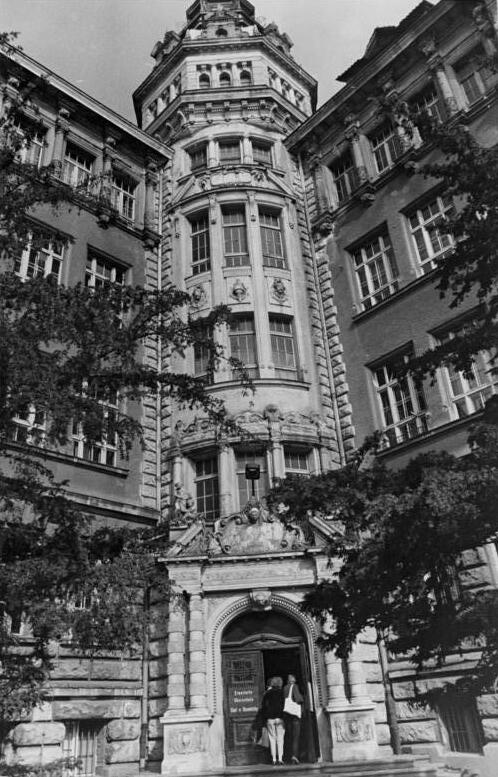
Bild des Haupteingangs, 1987

Im September 1988 fertigten acht Schüler der damaligen EOS kritische Wandzeitungen und Unterschriftenlisten zu den Streiks in Polen und der geplanten NVA-Parade anlässlich des DDR-Jubiläums am 7. Oktober an. Die beteiligten Schüler wurden daraufhin vor ein Schultribunal geladen. Vier von ihnen wurden der Schule verwiesen, zwei wurden zwangsumgeschult, die restlichen zwei erhielten einen Verweis. Zudem wurden drei von ihnen aus der FDJ ausgeschlossen.
Trotz des Protestes oppositioneller Gruppen und West-Berliner Schulen blieben die Urteile bestehen. Erst nach der politischen Wende konnten die vier verwiesenen Schüler ihr Abitur nachholen.

### Carl-von-Ossietzky-Gymnasium
1991 wurde aus der Erweiterten Oberschule Carl-von-Ossietzky das Carl-von-Ossietzky-Gymnasium, außerdem wurde der Schulverein gegründet. Der Schulverein unterstützt bis heute Projekte der Schule, vor allem mit finanziellen Mitteln.
Das Gebäude wurde bereits mehrmals als Drehort für Kinoproduktionen genutzt. So ist die Aula der Schule in einer Szene des Films Sonnenallee zu sehen. Die Fassade des Innenhofes diente als Kulisse der Eröffnungsszene in dem Film Was nützt die Liebe in Gedanken, sowie 1989 für den DEFA-Spielfilm Coming Out, in dem der damalige Kunstlehrer in einer Nebenrolle auftrat.
Auch für den oscarprämierten Kurzfilm Spielzeugland von Jochen Alexander Freydank dienten Innenhof und Fassade des Gebäudes als Drehort und Kulisse.

## Profil
Im Carl-von-Ossietzky-Gymnasium werden etwa 900 Schüler von 70 Lehrern unterrichtet. Die Schule beteiligte sich als eine von etwa 40 Schulen am Schulversuch Ethik/Philosophie. Leistungskurse werden in den Fächern Deutsch, Englisch, Französisch, Italienisch, Bildende Kunst, Musik, Politikwissenschaft (ehemals Politische Weltkunde), Philosophie, Geschichte, Mathematik, Physik, Chemie und Biologie angeboten.
Außerdem wird als zweite Fremdsprache auch Italienisch unterrichtet und ab der 8. Klasse Chinesisch oder Latein als Wahlpflichtfach angeboten. Die Grundkurse Darstellendes Spiel, Studium und Beruf, Informatik und Digitale Welten expandieren das bekannte Fächerangebot in der Sekundarstufe II. Zudem engagiert sich die Schule im Bereich Umwelt und wurde 2016 zum vierten Male als Umweltschule in Europa ausgezeichnet.
Es gibt zudem die Möglichkeit, sich in der Freizeit im Chor, in der Bigband, im Awareness-Team sowie im Orchester der Schule zu engagieren.

## Partnerschaften
Die Schule hat Partnerschaften mit der Beijing No. 80 High School in der Volksrepublik China, dem Lycée Privé Saint-Marc Lyon in Frankreich, dem Burgården-Gymnasium Göteborg in Schweden, dem International Business College Kolding in Dänemark und der Godolphin School Milford Hill in England.
Die Schülvertretungen des Carl-von-Ossietzky-Gymnasiums und der Rosa-Luxemburg-Oberschule (Gymnasium) haben einen gemeinsamen Schulball in der Aula der Rosa-Luxemburg-Oberschule veranstaltet. Außerdem findet in den 8. Klassen zwischen diesen Schulen ein Klassentausch statt, bei dem die Schüler für eine Woche am jeweils anderen Gymnasium unterrichtet werden.
Des Weiteren gibt es eine Partnerschaft mit der benachbarten Reinhold-Burger-Schule (Sekundarschule). Diese wurde angestrebt, weil es vermehrt zu Konflikten zwischen den Schülern der Schulen kam. Sie findet z. B. in Form von gemeinsamen Kunstprojekttagen statt. Außerdem wurde zur Gewaltprävention an beiden Schulen eine gemeinsame Kooperationsvereinbarung mit dem zuständigen Polizeiabschnitt unterzeichnet.

## Schul- und Förderverein
Der Schulverein wurde 1991 als gemeinnütziger Förderverein gegründet. Ihm gehören Schüler, Lehrer, Ehemalige, Eltern und Großeltern sowie Interessierte aus dem Umfeld an. Er finanziert u. a. die Anschaffung ergänzender Unterrichtsmaterialien, Klassenfahrten, Austauschprogramme und kulturelle Events. Der Schulverein berichtet regelmäßig im Newsletter über seine Aktivitäten.

## SchülerzeitungMoron
Die Schülerzeitung des CvO war in mehreren Schülerzeitungswettbewerben erfolgreich. 2010 erreichte die Moron beim Sonderpreis „EinSatz für eine bessere Gesellschaft“ des Bundesministeriums für Familie, Senioren, Frauen und Jugend den dritten Platz, beim Schülerzeitungswettbewerb des Landes Berlin, der Morgenpost und der Jungen Presse Berlin 2010 den ersten und 2011 sowie 2018 den zweiten Platz in der Kategorie „Beste Schülerzeitung (Gymnasium)“.

## Persönlichkeiten

### Rektoren
- Agnes Katharina Maxsein (1904–1991) war eine deutsche Politikerin der CDU und Schulleiterin vor 1948.[24]

### Ehemalige Schülerinnen und Schüler
- Aline Abboud (* 1988), Journalistin, Abitur 2007
- Kai Feller (* 1971), evangelischer Pastor, einer der vier relegierten Schüler der Ossietzky-Affäre 1988
- Liv Lisa Fries (* 1990), Schauspielerin, Abitur 2010
- Stefan Gelbhaar (* 1976), Politiker
- Andrej Hermlin (* 1965), Pianist und Bandleader
- Robert Ide (* 1975), Journalist und Autor, Abitur 1994
- Lena Klenke (* 1995), Schauspielerin, Abitur 2014
- Philipp Lengsfeld (* 1972), Physiker und Politiker, Abitur 1991, einer der vier relegierten Schüler der Ossietzky-Affäre 1988